# Tarmlången, Småland
Tarmlången är en sjö i Nybro kommun i Småland och ingår i Alsteråns huvudavrinningsområde. Sjön har en area på 0,126 kvadratkilometer och ligger 130,5 meter över havet. Sjön avvattnas av vattendraget Hindabäcken.

## Delavrinningsområde
Tarmlången ingår i det delavrinningsområde (631998-149964) som SMHI kallar för Mynnar i Store Hindsjön. Medelhöjden är 150 meter över havet och ytan är 71,23 kvadratkilometer. Räknas de 2 avrinningsområdena uppströms in blir den ackumulerade arean 107,88 kvadratkilometer. Hindabäcken som avvattnar avrinningsområdet har biflödesordning 2, vilket innebär att vattnet flödar genom totalt 2 vattendrag innan det når havet efter 68 kilometer. Avrinningsområdet består mestadels av skog (82 %). Avrinningsområdet har 2,12 kvadratkilometer vattenytor vilket ger det en sjöprocent på 3 %.